# TRT (azienda)
Türkiye Radyo Televizyon Kurumu, meglio nota attraverso l'acronimo TRT, è un'azienda pubblica radiotelevisiva turca controllata dal governo turco attraverso la Direzione delle comunicazioni della Presidenza della Repubblica.
Gestisce numerose emittenti televisive, tra cui TRT 1, TRT 2 e TRT 3, oltre che diverse emittenti radiofoniche, tra cui TRT Radyo 1 e TRT TSR.
Fa parte dell'Unione europea di radiodiffusione (UER) e dell'Asia-Pacific Broadcasting Union (ABU).

## Storia
TRT fu fondata nel 1964 attraverso la promulgazione della legge speciale n° 359, entrata in vigore il 1º maggio dello stesso anno, come ente giuridico pubblico e autonomo per l'esercizio di trasmissioni radiofoniche e televisive, unificando la gestione delle pre-esistenti emittenti radiofoniche locali.
La prima trasmissione televisiva di TRT fu trasmessa il 31 gennaio 1968 col lancio della prima emittente, poi ribattezzata TRT 1; si trattò della seconda emittente televisiva del paese dopo İTÜ TV, dell'Università tecnica di Istanbul, e rimase, dopo la chiusura di quest'ultima nel 1972 e fino al lancio di TRT 2 nel 1986, l'unica emittente televisiva del paese.

## Emittenti

### Televisione
- TRT 1
- TRT 2
- TRT 3
- TRT Arabi
- TRT Avaz
- TRT Belgesel
- TRT Çocuk
- TRT Diyanet Çocuk
- TRT Haber
- TRT Kurdî
- TRT Müzik
- TRT Spor
- TRT Türk
- TRT World
- TRT 4K
- TRT EBA

### Radio

#### Nazionali
- TRT Radyo 1
- TRT FM
- TRT Radyo 3
- TRT Nağme
- TRT Türkü
- TRT Radyo Haber

#### Locali
- TRT Antalya
- TRT Çukurova
- TRT Erzurum
- TRT GAP Diyarbakır
- TRT Trabzon
- TRT Ankara

#### Internazionali
- TRT TSR
- TRT Kurdî Radyo
- TRT Memleketim FM